# Pedro de Campaña
Pieter Kempeneer, conosciuto in Spagna come Pedro de Campaña e in Francia come Pierre de Champagne (Bruxelles, 1503 – Bruxelles, 1580), è stato un pittore fiammingo del Rinascimento, attivo particolarmente in Spagna e in Italia.

## Biografia
Pieter Kempeneer nacque a Bruxelles nel 1503, dove trascorse un periodo di apprendistato presso il pittore Bernard Van Orley. A questa prima formazione seguì quella compiuta attraverso il viaggio in Italia, in centri artistici quali Venezia e Roma, dove ebbe modo di esaminare con cura le opere di Raffaello, di cui, secondo la tradizione, sarebbe stato anche allievo. A Roma, Pieter ebbe modo di conoscere alcuni dei più grandi esponenti del Manierismo romano, tra i quali, probabilmente Francesco Salviati, Perin del Vaga e Jacopino del Conte.
Nel 1529, in seguito all'incoronazione di Carlo V d'Asburgo, si trasferì a Bologna, richiamato per decorare l'arco trionfale sorto per commemorare l'evento. Parecchi anni dopo, nel 1537, probabilmente incoraggiato dal cardinale italiano Marino Grimani, Pieter abbandonava l'Italia, stabilendosi in Spagna e ponendo la sua sede definitiva a Siviglia. Qui avrebbe contratto il matrimonio, affermandosi con successo in ambito locale e fondando una scuola di pittura coadiuvata da artisti del posto come il sivigliano Louis de Vargas e lo scultore italiano Pietro Torrigiano. Proprio qui, tra i suoi allievi, si sarebbe distinto il noto artista iberico Luis de Morales.

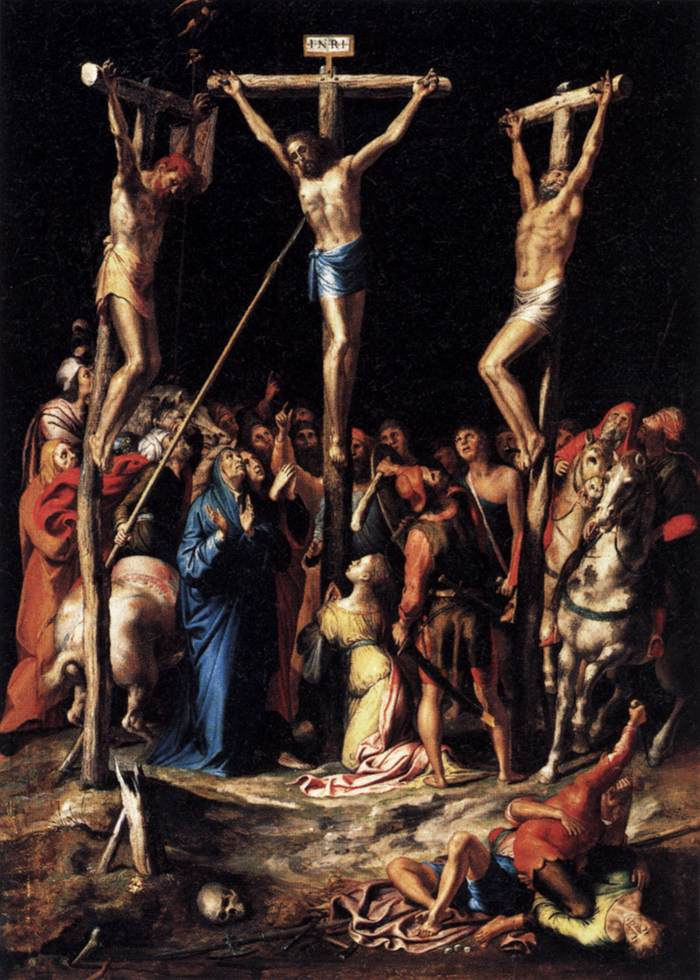
Pedro de Campaña, Crocifissione, 1550 circa, Parigi, Musée de Louvre.

La lunga sosta in Spagna, perdurata per quasi trent'anni, segnò uno dei momenti più prolifici dell'artista, arricchito da commissioni prestigiose, perlopiù di ambiti religiosi. Lo stesso pittore, perfettamente a suo agio nella regione dell'Andalusia, decise di ispanicizzare il suo nome belga nel più comune Pedro de Campaña. La sua prima grande commissione arrivò nel 1547 per la cappella di Luis Fernández, nel convento di Santa María de Gracia a Siviglia, per il quale Pedro eseguì la Deposizione di Cristo, attualmente nel Musée Fabre di Montpellier.
Una seconda tela con questo soggetto venne eseguita l'anno successivo, stavolta per la chiesa di Santa Cruz nella città spagnola. L'opera, conservata adesso nella Cattedrale, è considerata il più grande capolavoro dell'artista fiammingo. Lo stesso Murillo, si dice, ammirando quest'opera, aveva espresso il desiderio di esservi sepolto ai piedi.